# Yukon Gold (film 1952)
Yukon Gold è un film del 1952 diretto da Frank McDonald.
È un western statunitense con Kirby Grant e Martha Hyer. Fa parte della serie di film con Kirby Grant e il suo cane Chinook realizzati per la Monogram Pictures. È basato sul romanzo del 1909 The Gold Hunters di James Oliver Curwood.

## Produzione
Il film, diretto da Frank McDonald su una sceneggiatura di William Raynor e un soggetto di James Oliver Curwood, fu prodotto da William F. Broidy per la William F. Broidy Pictures Corporation e girato a Big Bear Lake e nei pressi del Cedar Lake, Big Bear Valley, San Bernardino National Forest, California, dal giugno 1952.

## Distribuzione
Il film fu distribuito negli Stati Uniti dal 31 agosto 1952 al cinema dalla Monogram Pictures.

## Promozione
Le tagline sono:
- SAVAGE THRILLS in the LAWLESS KLONDIKE!
- Snarling Vengeance UNLEASHED!
- Thrill-Fanged Adventure...sprawled in the bitter, brawling Yukon!